# نيفين محمد
نيفين محمد (11 يوليو 1990 -)، ممثلة مصرية.
دخَلت المجال الفني منذ الطفولة عن طريق الإعلانات، كما شاركت في مسرحيات الأطفال وبعض مسلسلات الأطفال إلى أن قدمتها المخرجة رباب حسين في مسلسل المجهول، وشاركت بعدها في عدد كبير من المسلسلات مثل حديث الصباح والمساء وأماكن في القلب ورياح الغدر ونور الصباح وأميرة في عابدين وفيلم ليلة سقوط بغداد.

## السيرة الذاتية
كانت الطفلة المدللة لدي شركات الإعلان ومسلسلات الأطفال التي شهدت انطلاقتها الفنية في الطفولة حيث بدأت مشوارها الفني وهي ابنه 5 سنوات في مجال الاعلانات ومنه الي مسرح الأطفال حتي اشركتها المخرجة رباب حسين في مسلسل المجهول وهي لم تتجاوز العشر سنوات وشاركت في العديد من الأعمال الي ان غابت عن الفن عامين للانتهاء من دراستها الثانوية.
وعقب التحاقها بكلية الاداب قسم اثار عادت للفن من جديد بمسلسل السيف الوردي مع المخرج أحمد يحيى وفي نفس العام ثدمت رياح القدر مع ميرفت أمين ثم أحلامنا الحلوة مع فاروق الفيشاوي و أماكن في القلب في دور ابنة هشام سليم ثم قدمت نور الصباح أمام ليلى علوي ثم مسلسل راجل وست ستات الذي اكتشفت في اللوكيشن أنه مسلسل سيت كوم وتفهمت من بروفات الترابيزة فكرة السيت كوم في دور نجلاء شقيقة لقاء الخميسي وهو دور مختلف عن كل شخصيات العمل لأنها بعيدة عن مشاكل البيت وكل أمنياتها أن تعيش في المستوى الاجتماعي الذي كان عليه قبل أن تعيش في منزل زوج شقيقتها.
كذلك قدمت مسلسل سلطان الغرام أمام النجم خالد صالح في دور فاتن زوجة أحمد عزمي ابنة رانيا يوسف التي تحاول الإيقاع به حتى يتزوجها وبعدها تفسد حياته بكثرة مشاكلها.
نيفين تعتبر هذان العملان راجل وست ستات، سلطان الغرام هما الانطلاقة الحقيقية لها حيث حقق المسلسلان نسبة مشاهدة عالية ووقفت فيهما أمام نجوم لاتقل أهمية أو موهبة عما قدمته من قبل.
ورغم إنها عاشقة الفن إلا إنها تدرس وفضلت دراسة الآثار لإشباع حلمها في أن تصبح مرشدة سياحية بجانب أعمالها الفنية التي لا تضمن مستقبلها فيه ومع هذا تحلم بالسينما وأن تقف أمام كبار النجوم خاصة وأنها تعتبر كل فنان مثلها الأعلى في الجانب الذي يميزه.

## أعمال

### مسلسلات
| - عودة الأب الضال 2022 - الضاهر:2017 - المرافعة:2014 - مدرسة الأحلام:2013-شريفة - كاريوكا:2012-شادية - طوق نجاة:2010-ندى - موعد مع الوحوش:2010 | - كوافير أشواق:2008 - العمدة هانم:2008 - سلطان الغرام:2007-فاتن - راجل وست ستات (عشر أجزاء):9 سنوات -نجلاء - نور الصباح:2006 - أحلامنا الحلوة:2005 | - رياح الغدر:2005 - أماكن في القلب:2005-هابي بكرجمعة الشلاتوني - المنادي:2005 - السيف الوردي:2004 - حرس سلاح:2002 - أميرة في عابدين:2002 | - حديث الصباح والمساء:2001-راضية (صغيرة) - رياح الشرق:1998-الثريا - المجهول:1998-طفلة - الإمام ابن حزم:1998-طفلة - القضاء في الإسلام (ج7):1997-طفلة |

### أفلام
- بنتين من مصر:2010
- ليلة سقوط بغداد:2005-الخادمة صباح

## روابط خارجية
- نيفين محمد على موقع الدهليز
- نيفين محمد على موقع قاعدة بيانات الأفلام العربية